# عین بویحیی
عین بویحیی (به عربی: عين بويحيى) یک شهرداری‌های الجزایر در الجزایر است که در ناحیه العبادیه واقع شده‌است.